# Rhuis
Rhuis ist eine französische Gemeinde mit 134 Einwohnern (Stand: 1. Januar 2022) im Département Oise in der Region Hauts-de-France (vor 2016: Picardie). Sie gehört zum Arrondissement Senlis, zum Kanton Pont-Sainte-Maxence und zum Gemeindeverband Pays d’Oise et d’Halatte. 

## Geographie
Rhuis liegt an der Oise, etwa 18 Kilometer südwestlich von Compiègne und etwa 21 Kilometer nordnordöstlich von Senlis. Umgeben wird Rhuis von den Nachbargemeinden Longueil-Sainte-Marie im Norden, Verberie im Osten, Villeneuve-sur-Verberie im Süden und Südwesten, Roberval im Westen und Südwesten sowie Pontpoint im Westen und Nordwesten.

## Bevölkerungsentwicklung
| Jahr                       | 1962 | 1968 | 1975 | 1982 | 1990 | 1999 | 2006 | 2018 |
| Einwohner                  | 82   | 71   | 62   | 62   | 63   | 84   | 125  | 138  |
| Quellen: Cassini und INSEE |      |      |      |      |      |      |      |      |

## Sehenswürdigkeiten
Siehe auch: Liste der Monuments historiques in Rhuis
- Kirche Saint-Gervais-Saint-Protais aus dem 12. Jahrhundert, seit 1894 Monument historique
- Menhir Demoiselle de Rhuis, seit 1982 Monument historique
- Mühle von Le Joncquoy

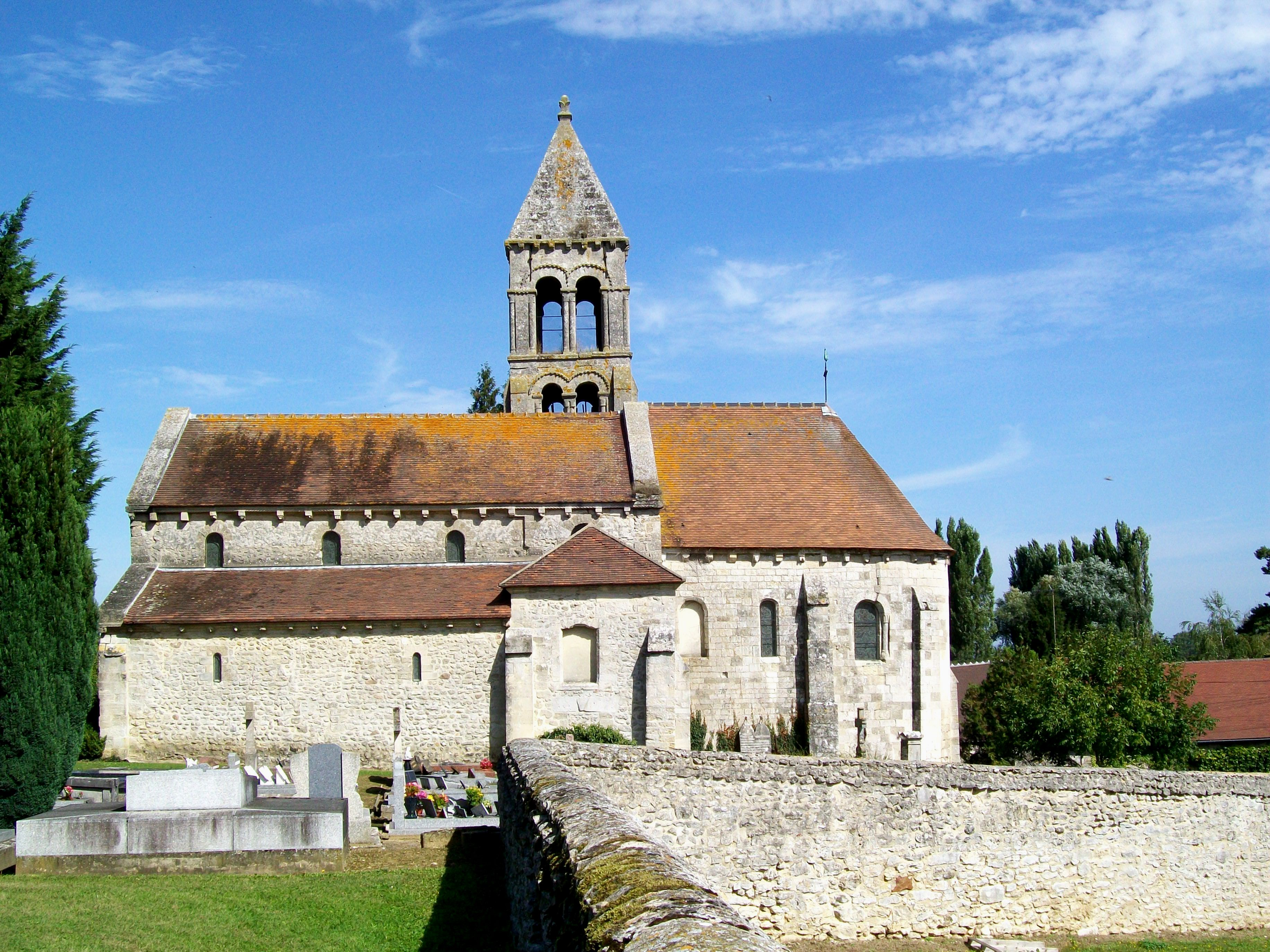
Kirche Saint-Gervais-Saint-Protais
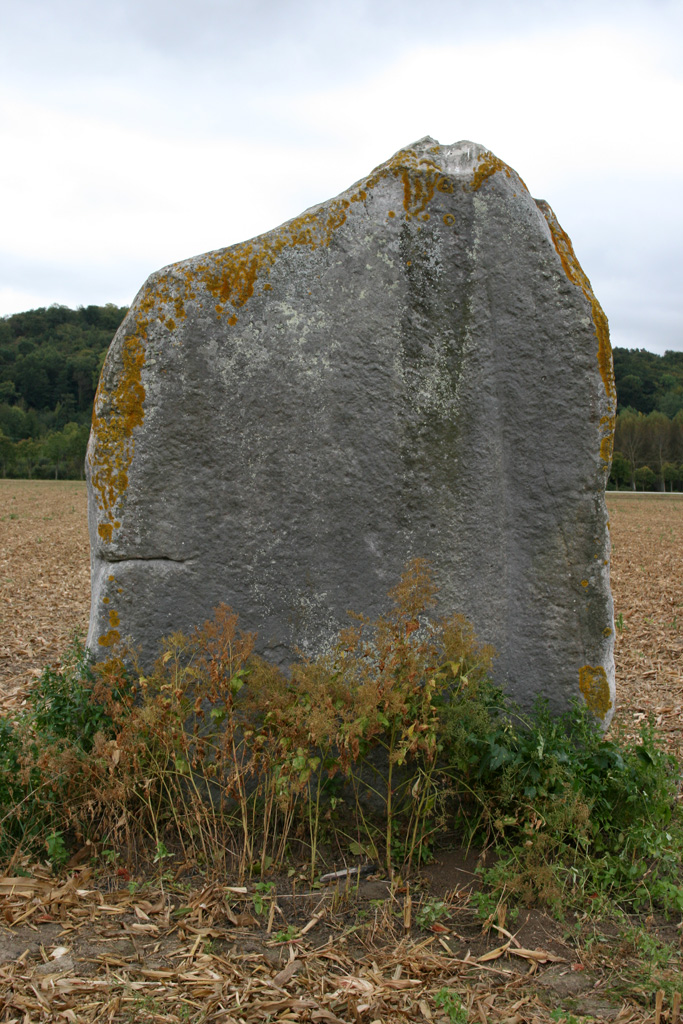
Menhir Demoiselle de Rhuis
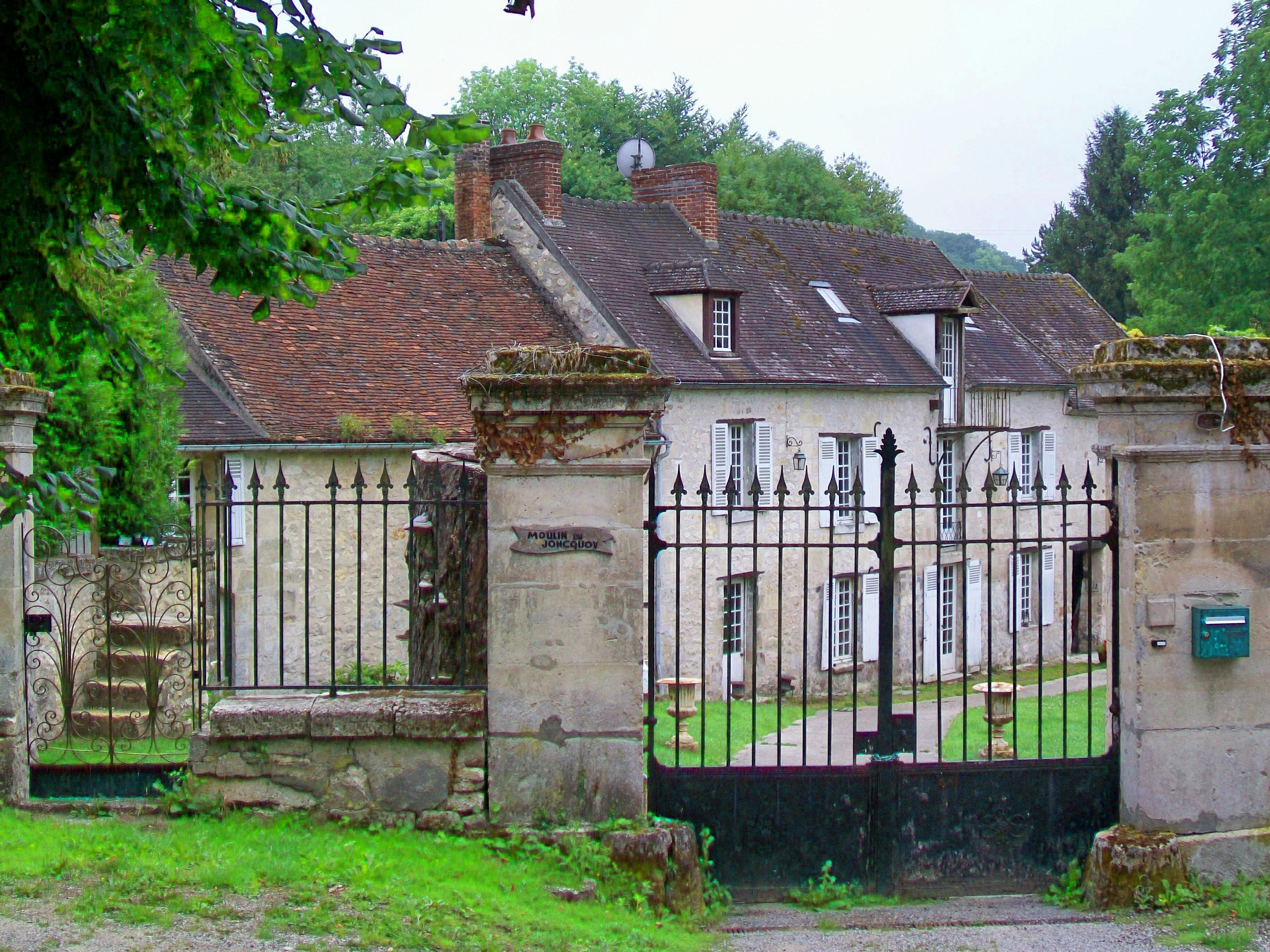
Mühle von Le Joncquoy